# Камистински район
Камистински район (на казахски: Қамысты ауданы) е съставна част на Костанайска област, Казахстан, обща площ 12 160 км2 и население 11 949 души (по приблизителна оценка към 1 януари 2020 г.). Административен център е село Камисти.